# Salam Pax
Salam Pax is het pseudoniem van een Iraaks blogger, die tijdens de oorlog in Irak bijna dagelijks, wereldwijd gevolgde, onafhankelijke verslaggeving bracht op het internet.
De naam betekent tweemaal 'vrede', eerst in het Arabisch (salam), dan in het Latijn (pax), en staat symbool voor de intentie om oost en west te verbinden.
Salam Pax werd in Nederland pas echt bekend, nadat in 2005 op het Internationaal Film Festival Rotterdam zijn film The Baghdad Blog werd vertoond.